# منصة جافا (النسخة القياسية)

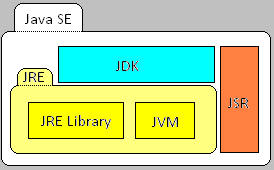
معمارية برمجيات JavaSE (ex-J2SE) مع JSR و JDK و JRE

منصة جافا النسخة القياسية (Java SE) : تستخدم هذه المنصة للبرمجة بلغة الجافا، تحتوي جافا على آلة افتراضية آلة افتراضية تعتبر من أشهر الآلات الافتراضية حيث تسمح بتشغيل البرامج المكتوبة بلغة جافا على كافة أنظمة التشغيل.
تحتوي جافا على مجموعة من الحزم (حزمة) وتحتوي الحزم على أعداد كبيرة من التصنيفات (classes) وتحتوي التصنيفات على عدد كبير من الدوال (طريقة).
تساعد الحزم في الوصول إلى ملفات النظام (نظام الملفات) والشبكات (محلل شبكات) والواجهة الرسومية (واجهة مستخدم رسومية).

## المواصفات والمقاييس
عُرفت النسخة القياسية من جافا بمنصة جافا 2 أو (J2SE) من الإصدار 1.2 إلى الإصدار 1.5، تستخدم النسخة القياسية للتمييز بين منصة Java EE و Java ME.

## java.lang
تحتوي هذه الحزمة على مجموعة من التصنيفات (classes) و interfaces مرتبطة بوقت تشغيل البرنامج runtime.
تحتوي java.lang على الأخطاء الاستثنائية (Exceptions)، الدوال الرياضية، threading، الدوال المختصة بالأمن (security functions)، تحتوي على 22 تصنيف من أصل 32 من التصنيفات المختصة بالأخطاء (Error classes) في JDK 6.
التصنيفات (Classes) الأساسية في java.lang
•	Object : هذا التصنيف (class) هو أساس كافة التصنيفات.
•	Enum : أساس (enumeration classes) في J2SE 5.0
•	Class : يحتوي على (Java reflection).
•	Throwable : تصنيف (class) يشمل كافة الأخطاء الاستثنائية (Exceptions) من أشهرها Error و Exception و RuntimeException.
•	Thread : تصنيف (class) يسمح للعمليات للتعامل مع Thread.
•	String : تصنيف (class) للتعامل مع دوال String و string literals.
•	StringBuffer و StringBuilder : تصنيفات تتعامل مع string manipulation.
•	Comparable : تصنيف (class) يستخدم في المقارنة بين الكائنات (object).
•	Iterable : تصنيف (class) يستخدم بشكل عام في عمليات التكرار (iteration و loop).
•	Math و StrictMath : تصنيف (class) يحتوي على الدوال الرياضية.
كافة دوال java.lang تتم مناداتها بشكل تلقائي.
java.lang.ref
يدعم ويتيح كافة أنواع المراجع (references)، وتتيح التعامل بين التطبيق وآلة جافا الافتراضية Java Virtual Machine (JVM) garbage collector.
كل نوع من المراجع (reference) له آلية عمل معينة :
•	SoftReference
•	WeakReference
•	PhantomReference
كل نوع من هذه المراجع (reference) يرث من Reference class، كدالة ()get تعمل على استرجاع الكائن (object) (ترجع دالة ()get القيمة null في حال لم يكن هناك قيمة تسترجع). ودالة clear() لإزالة كائن (object) معين.
تحتوي java.lang.ref أيضاً على تصنيف (class)
ReferenceQueue.
java.lang.reflect
Reflection هي المقوم الأساسي لجافا API Application Program Interface.

## java.io
تدعم المدخلات والمخرجات (input، output).، تشمل java.io التصنيفات (classes) التي تتعامل بشكل مباشر مع الملفات كـ
random access files، text file.
مثال على التصنيفات (classes) تصنيف InputStream و OutputStream التي تستخدم في القراءة والكتابة من ملفات Byte stream.
وتشمل تصنيفات reader و writer في القراءة والكتابة من ملفات character streams.
ملفات النظام (file system)
- Stream
- Random accesses file
- File Systems

## java.nio أو (New I/O)
أضيف هذا الكلاس في J2SE 1.4 ليدعم memory-mapped I/O.
تحوي java.nio حزمة أخرى java.nio.charset حيث تدعم هذه الحزمة مختلف شفرات الأحرف.

## java.math
تدعم هذه الحزمة كافة الدوال الرياضية، منها :
•	دالة BigDecimal
•	دالة BigInteger
•	دالة MathContext
•	دالة RoundingMode

## java.net
تعمل هذه الحزمة على مدخلات ومخرجات الشبكة.

## java.util
تدعم تراكيب البيانات و API.